# Henry Blasdel
Henry Goode Blasdel (ur. 29 stycznia 1825, zm. 22 lipca 1900) – amerykański polityk, pierwszy gubernator Nevady. Członek Partii Republikańskiej.
Blasdel urodził się w Lawrenceburg w stanie Indiana. Pracował jako rolnik, magazynier i kapitan jednostek rzecznych. W 1859 roku przeprowadził się do Nevady. Dwa lata później zameldowany w hrabstwie Storey. W 1864 roku wybrany na gubernatora stanu. Reelekcja w 1866 roku. Służył do 1870 roku.
W 1891 roku Blasdel przeprowadził się z rodziną do Oakland w Kalifornii, gdzie spędził resztę życia.